# Chionanthus virginicus
Chionanthus virginicus es un árbol, natural del este de los Estados Unidos, el cual es usado como planta medicinal y como planta ornamental. Popularmente es conocido como laurel de nieve, cionanto o flor de nieve.

## Descripción
Es un pequeño árbol que alcanza los 7 metros de altura con hojas coriáceas opuestas y con nervaciones. Las flores se agrupan en panículas colgantes y tiene corolas con cuatro pétalos de color blanco nítido (por eso la llaman flor de nieve). El fruto es una drupa con una sola semilla.

## Propiedades
- Es diurético

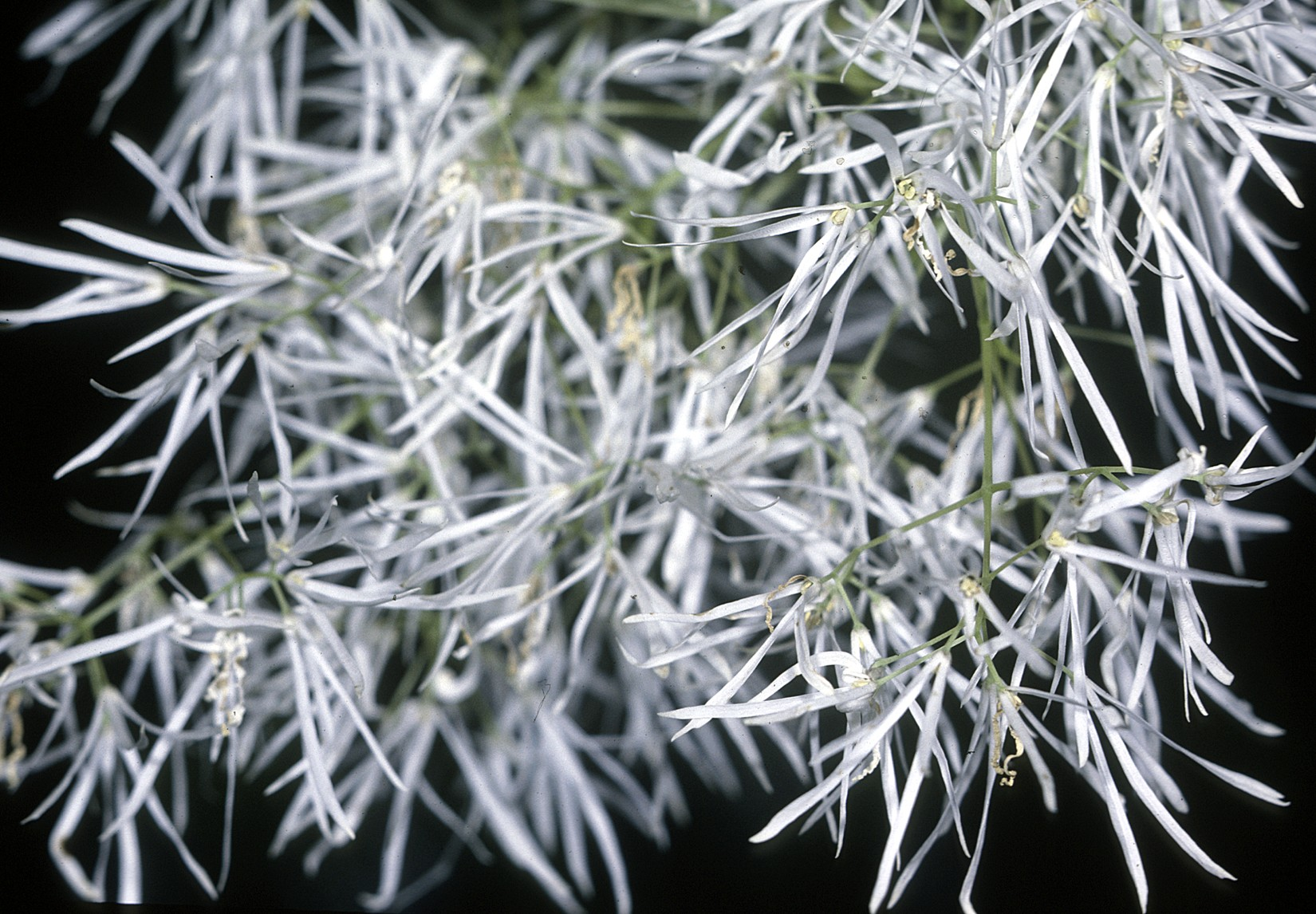
Flores.

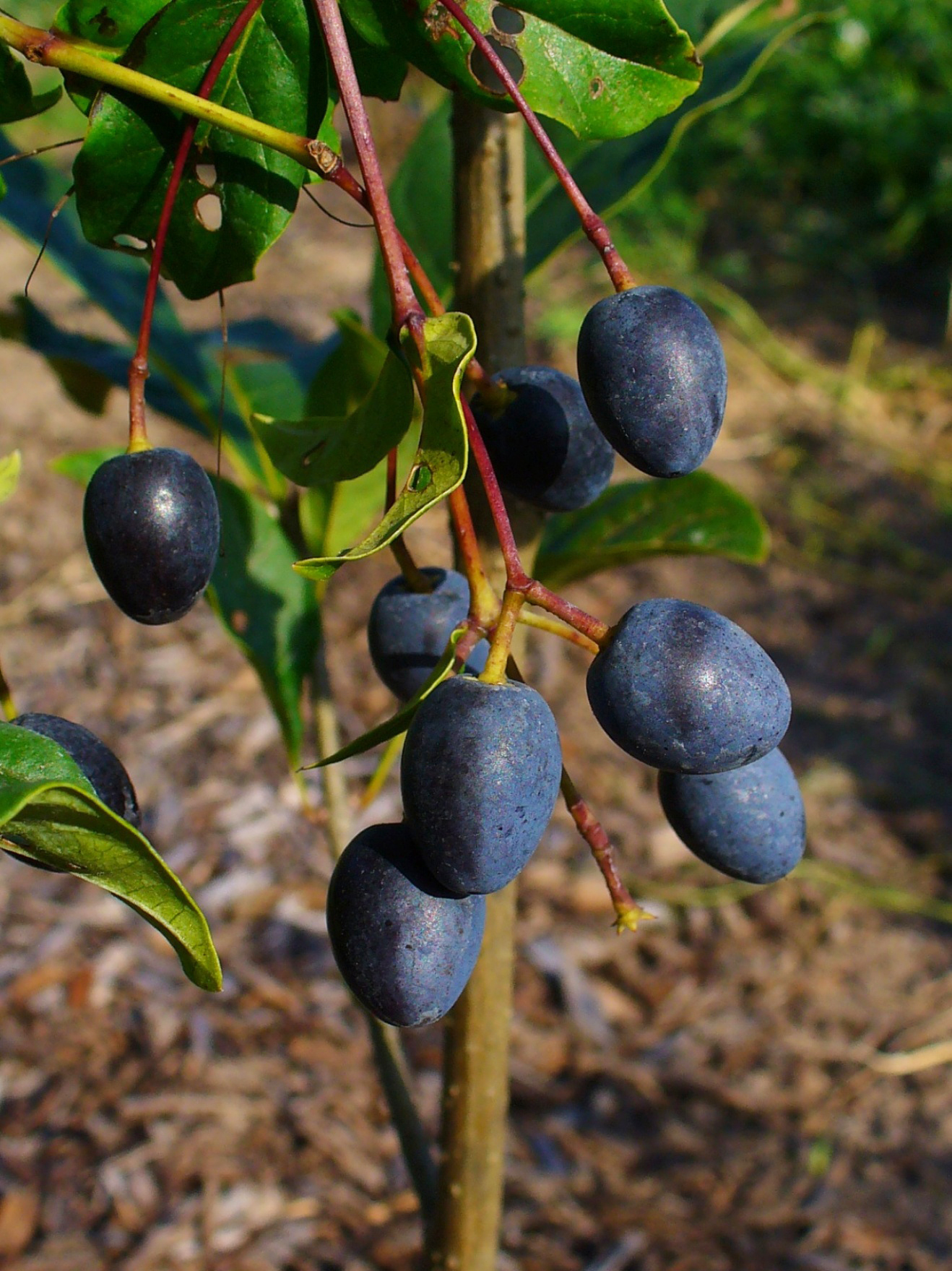
Frutos

- Trata la ictericia y las congestiones hepáticas.
- Usado para las úlceras y heridas.[3]

Indicaciones: usado como diurético, vulnerario, estimulante de la secreción biliar, colagogo, febrífugo. Tratamiento de ictericia, hepatomegalia, congestiones de la vena porta del hígado. Externamente para úlceras y heridas. Se usa la corteza de la raíz.

## Taxonomía
Chionanthus virginicus fue descrita por Carlos Linneo y publicado en Species Plantarum 1: 8. 1753.
Sinonimia:
- Chionanthus zeylanicus Lam., Tabl. Encycl. 1: 30 (1791), nom. illeg.
- Chionanthus trifidus Moench, Methodus: 478 (1794).
- Chionanthus vernalis Salisb., Prodr. Stirp. Chap. Allerton: 14 (1796).
- Chionanthus cotinifolius Willd., Sp. Pl. 1: 47 (1797).
- Linociera cotinifolia (Willd.) Vahl, num. Pl. Obs. 1: 46 (1804).
- Chionanthus roseus Barton, Fl. Virgin.: 2 (1812).
- Chionanthus triflorus Stokes, Bot. Mat. Med. 1: 19 (1812).
- Chionanthus maritimus (Pursh) Sweet, Hort. Brit., ed. 2: 351 (1830).
- Chionanthus angustifolius Raf., New Fl. 3: 88 (1838).
- Chionanthus heterophyla Raf., New Fl. 3: 87 (1838).
- Chionanthus longifolius Raf., New Fl. 3: 88 (1838).
- Chionanthus montanus (Pursh) Raf., New Fl. 3: 87 (1838), nom. illeg.
- Chionanthus obovatus Raf., New Fl. 3: 87 (1838).
- Chionanthus fragrans Edwards ex Steud., Nomencl. Bot., ed. 2, 1: 351 (1840).
- Chionanthus latifolius Aiton ex Steud., Nomencl. Bot., ed. 2, 1: 350 (1840), nom. nud
- Ligustrum cotinifolium (Willd.) Jacques, Man. Gén. Pl. 3: 3 (1857).
- Chionanthus vernus Baill., Hist. Pl. 1: 295 (1869).
- Chionanthus luteus Lavallée, Énum. Arbres: 173 (1877).[6]